# DNF Duel
DNF Duel: Who's Next è un videogioco picchiaduro del 2022 sviluppato da Arc System Works; Neople Corp; Eighting e pubblicato nel 2022 da Nexon Korea Corp. per i dispositivi Microsoft Windows, PlayStation 4 e PlayStation 5 e dal 20 aprile 2023 è stata pubblicata la versione per Nintendo Switch.

## Modalità di gioco
Il gioco è uno spin-off di genere picchiaduro 2.5D della serie MMORPG di Dungeon & Fighter.

### Personaggi
Qui i personaggi denominati Fighters non hanno un nome proprio ma vengono nomenclati, associati a una specifica classe ricorrente nello stile dei videogiochi da cui s'ispira.
| Gioco base | DLC                                         |
| --- | ------------------------------------------- |
| Berserker Crusader Dragon Knight Enchantress Ghostblade Grappler Hitman Inquisitor Kunoichi Launcher Lost Warrior Ranger Striker Swift Master Troubleshooter Vanguard | Spectre Brawler Battle Mage Monk Nen Master |

1. ↑  Rappresenta il boss finale del videogioco, è anche un personaggio sbloccabile gratuitamente completando la modalità storia.

## Accoglienza
| Testata                         | Versione      | Giudizio |
| ------------------------------- | ------------- | -------- |
| Metacritic (media al 12·5·2024) | N. Switch     | 73/100   |
| Metacritic (media al 12·5·2024) | PlayStation 5 | 80/100   |
| Metacritic (media al 12·5·2024) | PC            | 79/100   |
| OpenCritic (media al 12·5·2024) | collettivo    | 79/100   |

## Titoli correlati
The First Berserker: Khazan (2025)